# Montaudran Gare - Piste des Géants (métro de Toulouse)
Cet article concerne la future station du métro de Toulouse. Pour la gare SNCF, voir Gare de Toulouse-Montaudran.
Montaudran Gare - Piste des Géants est une future station du métro de Toulouse. Elle sera située entre les stations Ormeau et Aerospace Campus sur la ligne C du métro de Toulouse, future troisième ligne du métro toulousain. Sa mise en service est prévue pour 2028, après des travaux devant débuter en 2022.

## Caractéristiques
La station se situerait dans le quartier de Montaudran à l'est de Toulouse. Elle sera localisée au niveau de la gare du quartier, afin de permettre une connexion avec les TER, et desservira la partie nord de la ZAC de Montaudran. Des quais de bus, une aire de stationnement pour les vélos de 80 places dont 50 à accès réglementé et une aire de dépose/reprise covoiturage doivent être créés, alors que la halte ferroviaire doit être reconfigurée. 
Tisséo parle de la création d'un « pôle d’échanges métropolitain » à travers cette future station de métro et sa correspondance avec la gare.

## Construction
Comme l'ensemble de la ligne C du métro de Toulouse, les travaux sur la station devraient débuter en 2022, pour une mise en service en 2028. 
La station servira de point d'entrée pour un des tunneliers de la ligne.
Plus tard, elle pourrait également être le terminus est du téléphérique urbain (Téléo).

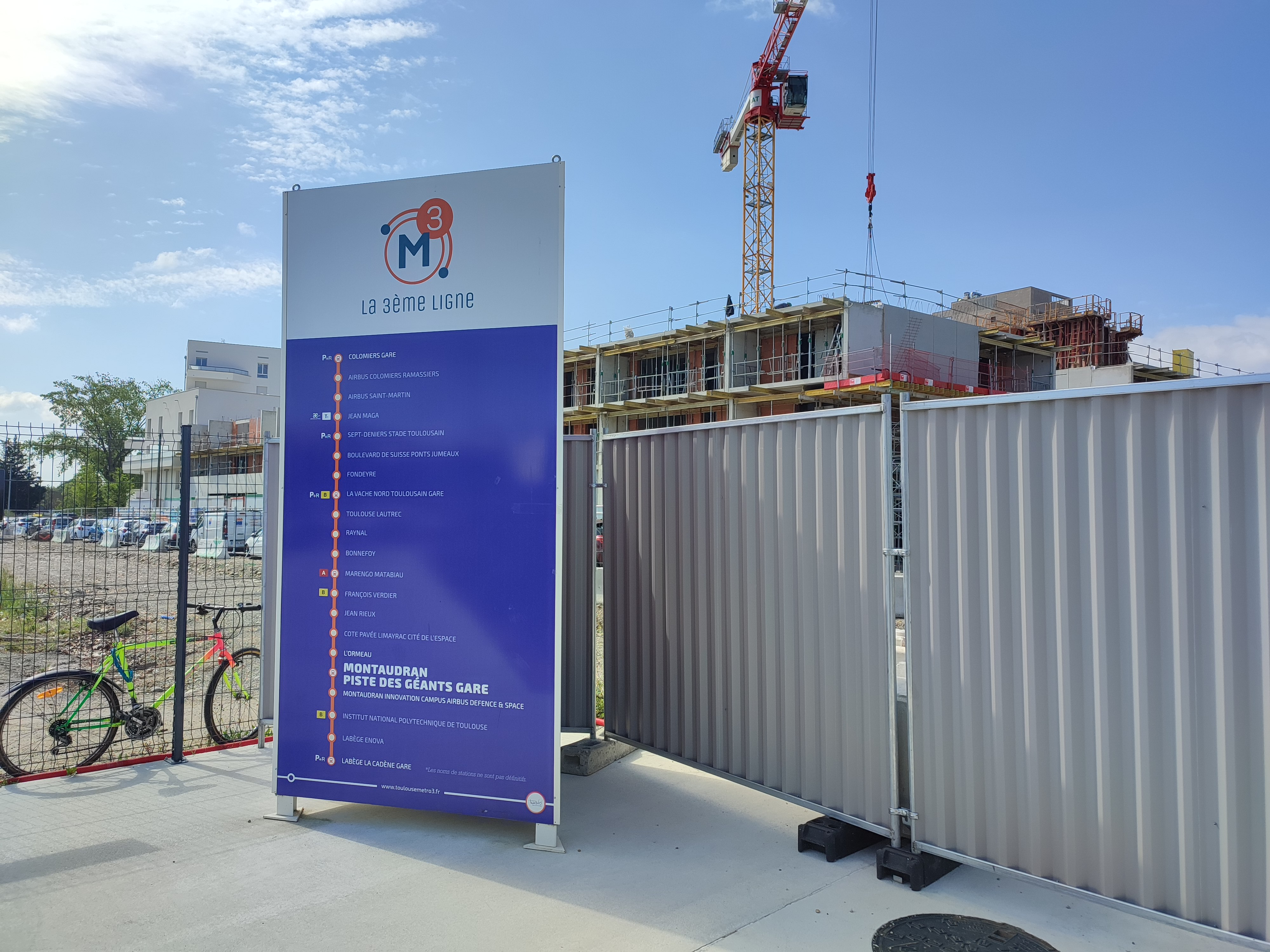
Panneau informatif sur les travaux à venir à la future station Montaudran Gare - Piste des Géants de la ligne C du métro de Toulouse (photo du 6 mai 2022 sur les quais de la gare SNCF de Montaudran).

## Aménagement culturel
La station accueillera une œuvre d'Emmanuel Lagarrigue, et desservira les musées : L'Envol des pionniers patrimoine de l'Aéropostale et la Halle de La Machine.

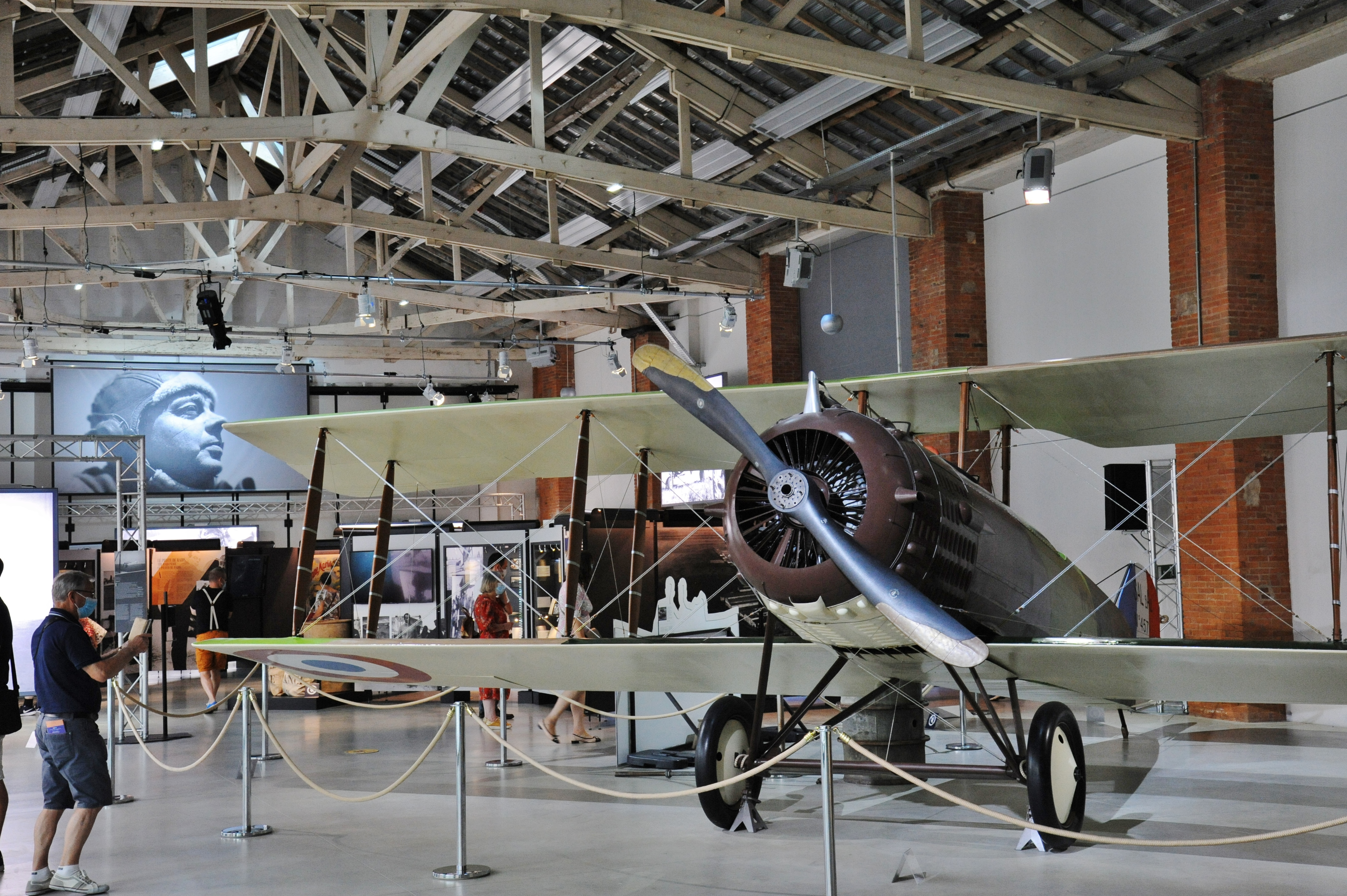
Musée l'Envol des pionniers.
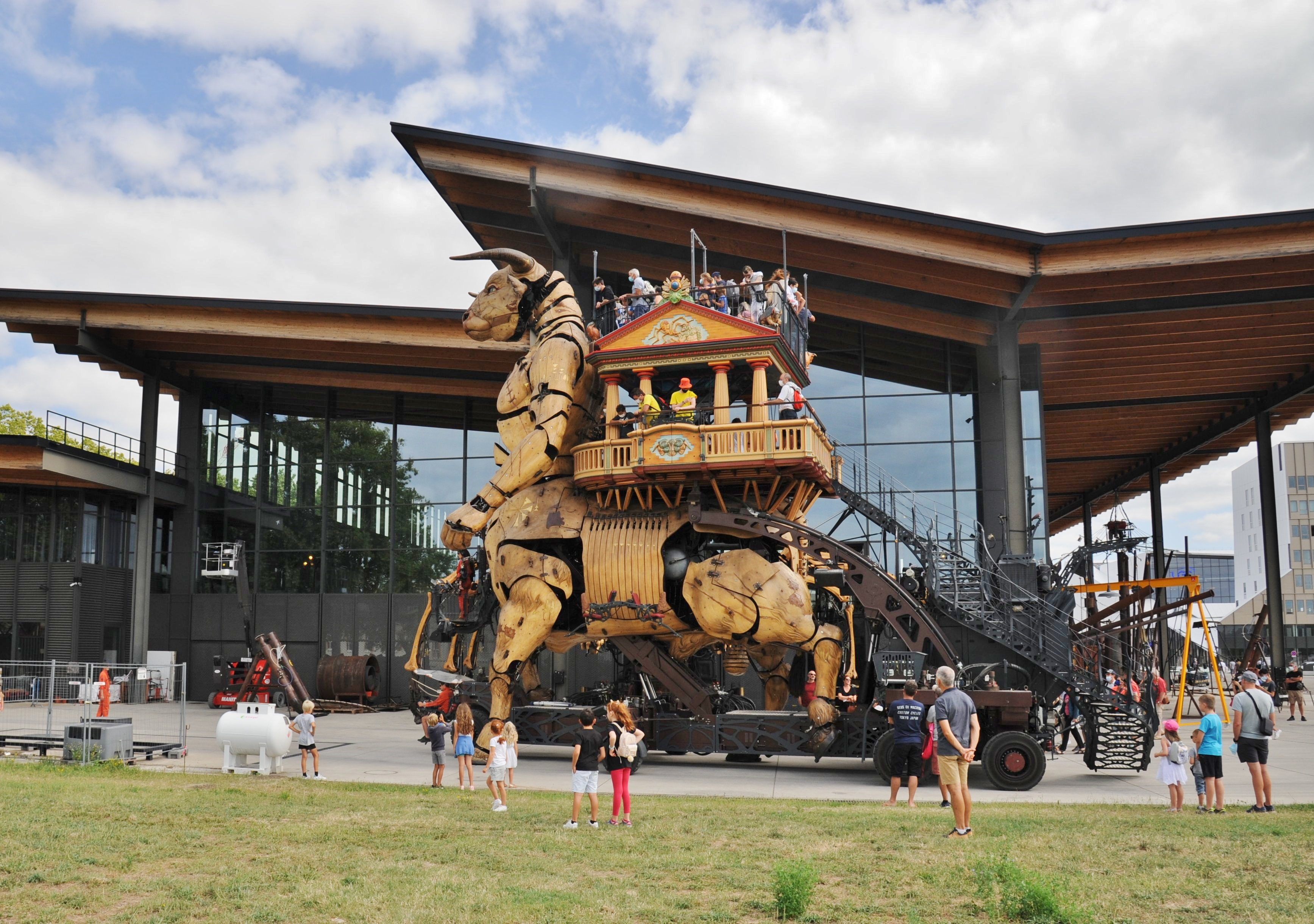
La Halle de La Machine.